# Oleksandr Musytschko
Oleksandr Iwanowytsch Musytschko, auch Saschko Bilyj, (ukrainisch Олександр Іванович Музичко; * 19. September 1962 in Kisel; † 24. März 2014 in Riwne) war ein Führer der paramilitärischen „Ukrainischen Nationalversammlung – Ukrainische Nationale Selbstverteidigung“ (UNA-UNSO) und Koordinator der rechtsextremen Gruppe „Prawyj Sektor“ (Rechter Sektor) in der Westukraine.

## Leben

### Tschetschenienkrieg
Während des Ersten Tschetschenienkrieges kämpfte er auf Seiten der tschetschenischen Separatisten. Er war Kommandeur der Kampfgruppe "Wiking", welche aus ukrainischen Freiwilligen bestand. Ebenso war Musytschko Leibwächter des tschetschenischen Präsidenten Dschochar Dudajew. Für seine Verdienste wurde ihm von der Tschetschenischen Republik Itschkerien die Auszeichnung "Held der Nation" verliehen.
Seit dem 7. März 2014 ermittelte die russische Staatsanwaltschaft im Zusammenhang mit Kriegsverbrechen in Tschetschenien gegen Musytschko. Am 11. März 2014 forderte der Duma-Abgeordnete und stellvertretende Vorsitzende der Kommunistischen Partei der Russischen Föderation, Waleri Raschkin, die Liquidierung von Musytschko.

### Ukraine und Euromaidan
Im Jahr 1995 wurde er von einem ukrainischen Gericht der schweren Körperverletzung für schuldig befunden und verurteilt. 2003 verurteilte ihn ein Gericht wegen Erpressung zu dreieinhalb Jahren Gefängnis. Im Jahr 2012 trat er als Kandidat bei den ukrainischen Parlamentswahlen an.
Nach dem Machtwechsel in der Ukraine in Folge der Euromaidan-Proteste im Frühjahr 2014 war er maßgeblich an einigen gewaltsamen Übergriffen, Einschüchterungen und Willkürmaßnahmen des „Rechten Sektors“, vor allem in der westukrainischen Oblast Riwne, beteiligt. Musytschko erklärte, sein Credo sei es, „gegen Kommunisten, Juden und Russen zu kämpfen, solange noch Blut durch meine Adern fließt“.
Am 24. Februar erschien er im Kampfanzug und bewaffnet mit einem Kalaschnikow-Sturmgewehr im Regionalparlament der Oblast Riwne während einer Parlamentssitzung. Er inszenierte sich vor laufender Kamera und befahl den Abgeordneten, Wohnungen bevorzugt an Familien von Demonstranten des Euromaidan zu vergeben. Dabei zeigte er seine Waffen und fragte: „Wer will mir mein Maschinengewehr wegnehmen? Wer will mir mein Gewehr wegnehmen? Wer will mir meine Messer wegnehmen? Traut euch doch!“
Am 27. Februar bedrängte und schlug er in Anwesenheit der Presse und der Polizei vor laufenden Kameras einen Bezirksstaatsanwalt von Riwne.

### Tod
In der Nacht vom 24. auf den 25. März 2014 kam Musytschko in Riwne bei einem Polizeieinsatz ums Leben. Gemäß dem stellvertretenden ukrainischen Innenminister Wolodymyr Jewdokymow sollte er wegen „böswilligen Rowdytums und Widerstands gegen die Staatsgewalt“ verhaftet werden, sei aber durch ein Fenster geflohen und habe das Feuer auf die Polizisten eröffnet.
Von Seiten seiner Mitkämpfer wurde behauptet, Musytschko sei auf Befehl von Innenminister Arsen Awakow und mit gezielten Schüssen ins Herz getötet worden. An Musytschkos Begräbnis in Riwne am 26. März 2014 nahmen mehrere hundert, zum Teil mit Maschinengewehren bewaffnete Gesinnungsgenossen teil. Sie forderten unter anderem den Rücktritt von Awakow.
Am 2. April 2014 veröffentlichte das Innenministerium der Ukraine einen offiziellen Untersuchungsbericht zum Tod von Musytschko. Dem Bericht zufolge habe Musytschko bei dem Versuch seiner Festnahme im Gerangel mit den Polizisten zwei Pistolenschüsse abgegeben. Mit dem ersten Schuss habe er sich selbst leicht verwundet, mit dem zweiten Schuss habe er sich ins Herz geschossen. Laut Untersuchungsbericht hätten sich die Polizisten bei ihrem Einschreiten gegen Musytschko korrekt verhalten.

## Ehrungen
An Musytschkos Todesort wurde eine Stele errichtet, die im Februar 2016 von Unbekannten verwüstet wurde.
In der Stadt Konotop wurde eine Straße nach Oleksandr Musytschko benannt.